# ハンス・ヴィンクラー
ハンス・カール・アルベルト・ヴィンクラー(Hans Karl Albert Winkler, 1877年4月23日 – 1945年11月22日)は、ドイツの植物学者。ハンブルク大学で植物学の教授を務めた。1907年にキメラ、1920年にゲノムという用語を作り出したことで知られている。

## 略歴
ザクセン王国のドレスデンとライプツィヒの中間に位置するオーシャッツにて、地区視学ヨハネス・ヴィンクラー(Johannes Florens Winkler, 1840-1923)とその妻エリーゼ(Elise)の子として生まれる。フライベルクのギムナジウムに学んだのち、ライプツィヒ大学とキール大学で自然科学を修めた。
1898年にライプツィヒ大学のヴィルヘルム・ペッファーの元で学位を得た後、1899年にテュービンゲン大学のヘルマン・フェヒティングの助手となり、1901年に教授資格を得た。1906年にテュービンゲン大学の植物学の教授となり、1912年にハンブルクの一般植物学研究所の所長として移ってハンブルク大学の設立にも携わった。空襲激しい1943年に引退し、1945年心不全で死去した。
1926年にバイエルン科学アカデミー、1927年に当時のプロイセン科学アカデミー、1931年にスウェーデン王立科学アカデミーの在外会員となり、1934年にはドイツ自然科学アカデミー・レオポルディーナの会員に選出されている。
ナポリ大学でハネモ(Bryopsis)の研究に携わったこともある。
1933年に国家社会主義教師同盟に参加し、『ドイツ教授陣のヒトラーへの宣誓』に署名しており、1937年に国家社会主義ドイツ労働者党に入党している。

## キメラ植物

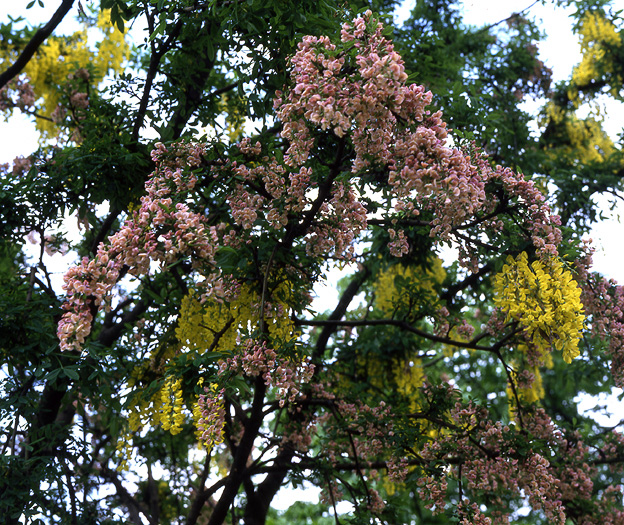
アダムノエニシダ

イヌホオズキとトマトの接ぎ木から実験的に様々なキメラ植物を作出したことで有名である。こうした植物はヴィンクラー以前から経験的に知られていたが再現性に乏しかった。たとえばアダムノエニシダは1820年代にキバナフジとベニバナエニシダの接ぎ木から作出され観賞用に普及したものだが、これを再現しようとしても当時は得られなかった。ヴィンクラーは実験的に不定芽を作りやすい植物を検討して特にナス科が好適であることを見出し、1907年にイヌホオズキとトマトの接ぎ木部位から出した不定芽からキメラ植物を得る方法を確立した。その後1929年に得た周縁キメラの個体では、2つの植物組織が接する細胞層にそのどちらとも異なる染色体数の細胞を発見しブルドー（ヘブライ語でラバの意）と名付け、1934年にはブルドーから植物体を得ることに成功した。ヴィンクラーが方法論を確立し近代的研究の対象としたため、キマイラに因んだキメラという用語もまた広く普及したが、彼の作出したキメラ植物はいずれも戦禍によって失われている。